# Neeley Dayan
Neeley Dayan (* 24. Dezember 2001 in Baltimore, Maryland) ist eine US-amerikanische Schauspielerin.

## Leben
Dayan wurde am 24. Dezember 2001 in Baltimore geboren. Erste Erfahrungen als Schauspielerin sammelte sie in Theaterstücken ihrer Schule. Von 2015 bis 2020 besuchte sie die Towson High Law & Public Policy in Towson im US-Bundesstaat Maryland. Ab 2020 begann sie ein Studium an der Loyola Marymount University in dem Fach Psychologie. 2024 schloss sie das Studium mit einem Bachelor-Abschluss ab. Im selben Jahr gab sie im Science-Fiction-Film Alien: Rubicon in der Rolle der Leanne Morrow ihr Filmdebüt. In dem vom Filmstudio The Asylum produzierten Film spielte sie die Tochter des von Preston Geer dargestellten Hauptcharakters. Im selben Jahr spielte sie im Horrorfilm Heretics die größere Rolle der Eva.

## Filmografie (Auswahl)
- 2024: Alien: Rubicon
- 2024: Heretics